# القصة القصيرة جدا
القصة القصيرة جداً هو نوع حديث من الأدب انتشر في الفترة المعاصرة بشكل واسع وأصبح نوعاً سردياً قائماً بحد ذاته، تعتبر بالحجم أصغر من القصة القصيرة وقد لا تتجاوز بضعة أسطر وأحياناً قد لا تكون أكثر من سطر واحد.
تتجلى أركان القصة القصيرة جداً الأساسية في: القصصية، والجرأة، والوحدة، والتكثيف، والمفارقة، وفعلية الجملة، والسخرية، والإدهاش، واللجوء إلى الأنسنة، واستخدام الرمز والإيماء والتلميح والإيهام، والاعتماد على الخاتمة المتوهجة الواخزة المحيرة، وطرافة اللقطة، واختيار العنوان الذي يحفظ للخاتمة صدمتها.